# Essbjörn
Essbjörn är en tecknad figur som skapades av Rune Andréasson.

## Historia
Det startade med en teckning på ett kuvert, av Bamse som sprang och postade ett kuvert med inträdesansökan i SAP, som serietecknaren gjorde efter att Socialdemokraterna hade förlorat valet 1976.
Tidningen Aktuellt i Politiken bad Andreásson om att få använda Bamse som maskot; det sa han nej till, men ritade i stället en snarlik björn med S-pil på tröjan. Efter en läsartävling döptes björnen till Essbjörn. Rune Andréasson tecknade ett antal original som redaktionen kunde sätta sin egen text till, och Essbjörn användes också i tidningens egen reklam.
Aktuellt i Politiken slutade att använda Essbjörn sedan Rune Andréasson kritiserat riksdagsbeslutet 1983 att överge enprocentsmålet, att en procent av BNP skulle gå till bistånd.